# تاريخ الإعلان

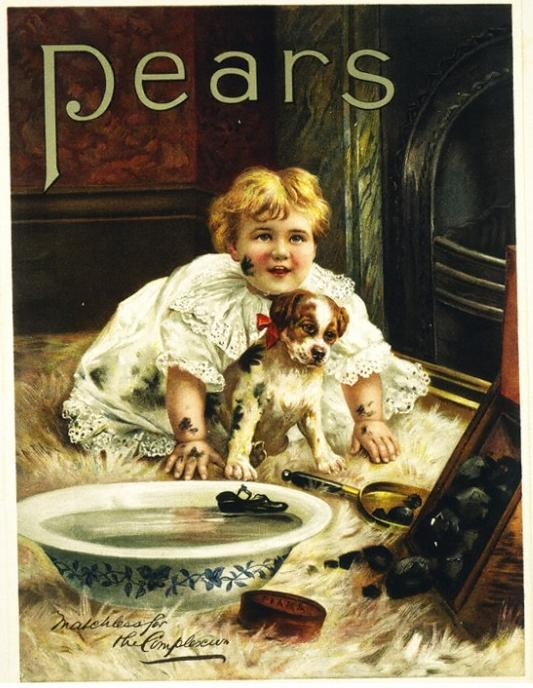
إعلان بريطاني من عام 1900 عن صابون

يعود تاريخ الإعلان أو صناعة الإعلانات إلى الحضارات القديمة. أصبح الإعلان قوةً رئيسية في الاقتصادات الرأسمالية في منتصف القرن التاسع عشر، إذ اعتمد بشكل أساسي على الصحف والمجلات. في القرن العشرين، نمت الإعلانات بسرعة مع التقنيات الجديدة مثل البريد المباشر والإذاعة والتلفزيون والإنترنت والأجهزة المحمولة.
بلغ متوسط الإعلانات بين عامي 1919 و2007 مقدار 2.2% من الناتج المحلي الإجمالي في الولايات المتحدة.

## في تاريخ ما قبل الحداثة
استخدم المصريون ورق البردي لصنع رسائل المبيعات وملصقات الحائط. عُثر على الرسائل التجارية وعروض الحملات السياسية في أنقاض بومبي وشبه الجزيرة العربية. كان الإعلان عن المفقودات على ورق البردي شائعًا في اليونان القديمة وروما القديمة. تعد اللوحة الجدارية أو الصخرية للإعلانات التجارية مظهرًا آخر من أشكال الإعلان القديم، والتي تتواجد حتى يومنا هذا في أجزاء كثيرة من آسيا وأفريقيا وأمريكا الجنوبية. يمكن إرجاع تقليد الرسم على الجدران إلى اللوحات الفنية الصخرية الهندية التي يعود تاريخها إلى 4000 قبل الميلاد.
في الصين القديمة، كان الإعلان الأول شفهيًا، كما هو مسجل في كلاسيكيات الشعر (منذ القرن 11 حتى القرن السابع قبل الميلاد) ومن المزامير المصنوعة من الخيزران وبهدف بيع الحلوى. يتخذ الإعلان، عادةً، شكل لافتات خطية وأوراق مكتوبة. استخدمت لوحة طباعة نحاسية تعود إلى عهد أسرة سونغ من أجل طباعة الملصقات على شكل ورقة مربعة بشعار أرنب مع كتابة «حانوت جينان ليو للإبر الرائعة» و«نشتري قضبان فولاذية عالية الجودة ونصنع إبرًا عالية الجودة، للاستخدام المنزلي في أي وقت من الأوقات» مكتوبة أعلى اللوحة وأسفلها. تعتبر هذه اللوحة أول وسيلة إعلانية مطبوعة في العالم.
في أوروبا، عندما بدأت مدن وبلدات العصور الوسطى بالنمو، ولم يتمكن عامة السكان من القراءة، استُخدمت بدلاً من اللافتات المكتوب عليها إسكافي أو طحان أو خياط أو حداد، صورة مرتبطة بتجارتهم مثل حذاء أو بدلة أو قبعة أو ساعة أو ألماسة أو حذاء حصان أو شمعة أو حتى كيس طحين. كانت الفواكه والخضروات تُباع في ساحة المدينة من ظهور العربات واستخدم أصحابها المنادون في الشوارع (الصائحون) للإعلان عن أماكن وجودهم لإقناع الزبائن. جُمعت أول مجموعة من هذه الإعلانات في نداءات الباعة المتجولين في شوارع باريس (Les Crieries de Paris)، وهي قصيدة من القرن الثالث عشر كتبها غيلوم دو لا فيلينويف.
كانت هناك ثلاثة أشكال رئيسية للإعلان خلال فترة ما قبل الطباعة (قبل القرن الخامس عشر)؛ كانت هذه الأشكال عبارة عن علامات تجارية (القمر والنجوم وما إلى ذلك)، منادو البلدات ولوحات الإعلانات:
- العلامات التجارية: كان تطبيق إرفاق الأختام أو العلامات على المنتجات منتشرًا على نطاقٍ واسعٍ في العصور القديمة. منذ نحو 4000 عام، بدأ المنتجون بإرفاق أختام حجرية بسيطة بمنتجات حُولت بمرور الوقت إلى أختام طينية تحمل صورًا رائعة، غالبًا ما ترتبط بالهوية الشخصية للمنتِج.[5] عُثر على بعض من أقدم الاستخدامات لعلامات الصانع والتي يعود تاريخها إلى حوالي 1300 قبل الميلاد، في الهند.[6] بحلول فترة القرون الوسطى، طُبقت العلامات المميزة على السلع ذات القيمة العالية مثل المعادن الثمينة، وعُين الفاحصون من قبل الحكومات لإدارة النظام وضمان جودة المنتج.[7]
- منادو المدينة: في المدن والبلدات القديمة، حيث كان غالبية المواطنين أميين، يُعين المنادي لإذاعة الإعلانات الرسمية والأخبار العامة. قبل فترة طويلة، بدأ الأفراد في توظيف المنادون العوام للعمل بمثابة دلالين.[8] في الوقت نفسه، طور الباعة المتجولون نظامًا مكونًا من منادي الشوارع للترويج لسلعهم وخدماتهم.[9] قدم منادو الشوارع هؤلاء خدمةً عامة أساسية قبل ظهور وسائل الإعلام.[10]
- اللوحات الإعلانية: استخدام اللافتات التجارية له تاريخ قديم جدًا. يبدو أن لافتات التجزئة واللوحات الترويجية قد تطورت بشكل مستقل في الشرق والغرب. في العصور القديمة، كان من المعروف أن قدماء المصريين والرومان واليونانيين يستخدمون لافتات لواجهات المحلات وكذلك للإعلان عن الأحداث العامة مثل أيام السوق. أظهرت الصين أيضًا تاريخًا غنيًا بأنظمة لافتات البيع بالتجزئة. اضطر أصحاب الحانات في بريطانيا في العصور الوسطى، وفرنسا ومعظم أوروبا، إلى وضع لوحة إعلانية. امتد استخدام اللوحات إلى أنواع أخرى من المؤسسات التجارية في العصور الوسطى. بقيت لوحات الإعلانات المطبقة على النزل والحانات حتى العصور الحديثة في بريطانيا ومعظم أوروبا.

## بين القرن السادس عشر والقرن الثامن عشر
بدأ الإعلان الحديث بالتبلور مع ظهور الصحف والمجلات في القرنين السادس عشر والسابع عشر. ظهرت الجرائد الأسبوعية الأولى في البندقية في أوائل القرن السادس عشر. من هناك، انتشر مفهوم النشر الأسبوعي إلى إيطاليا وألمانيا وهولندا. في بريطانيا، ظهرت الصحف الأسبوعية الأولى في عشرينيات القرن السابع عشر، وكانت جريدتها اليومية الأولى ذا دايلي كورانت المنشورة منذ عام 1702 حتى عام 1735. تقريبًا منذ البداية، حملت الصحف إعلانات لتحمل تكلفة الطباعة والتوزيع. كانت الإعلانات التجارية الأولى للكتب وأدوية الشعوذة، ولكن بحلول خمسينيات القرن السابع عشر، زاد تنوع المنتجات التي يُعلن عنها بشكل ملحوظ.
سمحت التطورات في الطباعة لتجار التجزئة والمصنعين بطباعة النشرات اليدوية والبطاقات التجارية. على سبيل المثال، أعطى جوناثان هولدر، وهو صانع خردوات في لندن في سبعينيات القرن السابع عشر، لكل عميل قائمة مطبوعة بأدواته مع الأسعار الملحقة. في ذلك الوقت، كان يُنظر إلى ابتكار هولدر على أنه «ممارسة خطيرة» ومصروف غير ضروري لتجار التجزئة. لم تكن البطاقات التجارية الأولى بطاقات على الإطلاق، وبدلاً من ذلك طُبعت على ورق ولم تتضمن رسومًا توضيحية. بحلول القرن الثامن عشر، طُبعت الرسومات على البطاقة الأكثر أهمية وتحمل عادةً اسم وعنوان التاجر، وقبل استخدام ترقيم الشوارع بشكل شائع، غالبًا ما تضمنت مجموعة طويلة من الاتجاهات حول كيفية تحديد موقع المتجر أو المبنى. مع ظهور النقش التجاري والطباعة الحجرية، أصبحت الرسوم التوضيحية سمةً قياسية حتى في أكثر البطاقات التجارية تواضعًا. في نهاية المطاف تطورت البطاقات التجارية إلى بطاقات عمل، والتي ما تزال مستخدمة حاليًا.

## القرن التاسع عشر
في شهر يونيو عام 1836، كان إيميل دو جيراردن، وهو محرر في صحيفة لا بريس الباريسية أول من يعتمد على الإعلانات المدفوعة لخفض سعره، وتوسيع قرّاءه وزيادة ربحه. وسرعان ما قُلدت طريقته من قبل جميع الشركات.
استُخدمت الإعلانات المطبوعة الأولى بشكل رئيسي للترويج للكتب والصحف، التي أصبحت في متناول اليد بشكل متزايد مع التطورات في الصحافة المطبوعة؛ والأدوية، التي سُعي إليها بشكل متزايد بعد أن رفضت الشعوب المعاصرة العلاجات التقليدية. من ناحية ثانية، أصبحت الدعاية الكاذبة و«الدجل» شائعين. وجهت الصحف البريطانية في خمسينيات وستينيات القرن التاسع عشر نداءً إلى الطبقة الوسطى الغنية المتزايدة التي سعت إلى العمل على إنتاج منتجات جديدة متنوعة. أذاعت الإعلانات عن علاجات صحية جديدة إلى جانب الأطعمة والمشروبات الطازجة. برزت أحدث صيحات الموضة في لندن في الصحافة الإقليمية. سمح توفر الإعلانات المتكررة للشركات بتطوير أسماء علامات تجارية معروفة على المستوى الوطني ولها جاذبية أقوى بكثير من المنتجات العامة.
احتلت شركة كوب بروس وشركاؤه للتبغ موقعًا قياديًا في الإعلانات البريطانية، إذ تأسست في ليفربول في عام 1848 بواسطة توماس وجورج كوب. التدخين شائع، بالطبع، منذ قرون، لكن الابتكارات فيه شملت أسماء العلامات التجارية، والإعلانات المكثفة، وتجزئة السوق وفقًا للفئة. كانت هناك مطالبة مبتكرة للوعي الصحي؛ ووعدت الإعلانات الموجهة إلى رجال الطبقة الوسطى أن «التدخين لا يوقف المرض فقط، بل يحافظ أيضًا على الرئتين». تُرك المذاق الغليظ والحاد للعاملين والجنود والبحارة، بينما كان «العبق الرقيق» جزءًا من التوجه إلى الطبقة العليا. كان التغليف جذابًا، وكانت الملصقات موجودة في كل مكان لتُظهر أن التدخين كان جزءًا طبيعيًا من الحياة الإنكليزية؛ واستُخدمت طرق الضغط للمضاربة على المجموعات المؤثرة المناهضة للتبغ.